# Eurotettix concavus
Eurotettix concavus är en insektsart som beskrevs av Cigliano 2007. Eurotettix concavus ingår i släktet Eurotettix och familjen gräshoppor. Inga underarter finns listade i Catalogue of Life.